# Cleveland (Florida)
Cleveland ist ein census-designated place (CDP) im Charlotte County im US-Bundesstaat Florida mit 3.435 Einwohnern (Stand: Volkszählung 2020).

## Geographie
Cleveland liegt am Südufer des Peace River und rund zwei Kilometer östlich von Punta Gorda. Der CDP wird von der Interstate 75 tangiert sowie vom U.S. Highway 17 und von der Florida State Road 35 auf einer gemeinsamen Trasse durchquert. Er befindet sich etwa 150 Kilometer südlich von Tampa.

## Geschichte
1886 wurde von der Florida Southern Railway eine Bahnstrecke von Lakeland über Arcadia und Cleveland bis Punta Gorda erbaut, die 1892 in das Plant System integriert wurde. Heute wird die Strecke von Arcadia über Punta Gorda nach Naples von der Seminole Gulf Railway betrieben.

## Demographische Daten
Laut der Volkszählung 2010 verteilten sich die damaligen 2990 Einwohner auf 1880 Haushalte. Die Bevölkerungsdichte lag bei 210,6 Einw./km². 95,6 % der Bevölkerung bezeichneten sich als Weiße, 1,1 % als Afroamerikaner, 0,7 % als Indianer und 0,8 % als Asian Americans. 0,5 % gaben die Angehörigkeit zu einer anderen Ethnie und 1,4 % zu mehreren Ethnien an. 2,8 % der Bevölkerung bestand aus Hispanics oder Latinos.
Im Jahr 2010 lebten in 17,4 % aller Haushalte Kinder unter 18 Jahren sowie 49,2 % aller Haushalte Personen mit mindestens 65 Jahren. 61,5 % der Haushalte waren Familienhaushalte (bestehend aus verheirateten Paaren mit oder ohne Nachkommen bzw. einem Elternteil mit Nachkomme). Die durchschnittliche Größe eines Haushalts lag bei 2,13 Personen und die durchschnittliche Familiengröße bei 2,59 Personen.
16,2 % der Bevölkerung waren jünger als 20 Jahre, 15,3 % waren 20 bis 39 Jahre alt, 26,7 % waren 40 bis 59 Jahre alt und 41,8 % waren mindestens 60 Jahre alt. Das mittlere Alter betrug 55 Jahre. 49,9 % der Bevölkerung waren männlich und 50,1 % weiblich.
Das durchschnittliche Jahreseinkommen lag bei 37.083 $, dabei lebten 18,2 % der Bevölkerung unter der Armutsgrenze.
Im Jahr 2000 war Englisch die Muttersprache von 98,57 % der Bevölkerung, spanisch sprachen 0,81 % und 0,62 % sprachen deutsch.